# Магр, Жюдит
Жюдит Магр (фр. Judith Magre; род. 20 ноября 1926) — французская актриса.

## Биография
Симона Дюпюи родилась в семье промышленников в Верхней Марне. Её отец, Рене Дюпюи, родился в 1902 году в Монтье-ан-Дер, был инженером, а её мать, Клотильда Витри, родилась в 1901 году в старинной семье в Монтье-ан-Дер. Жюдит — старшая из пяти детей пары.
В конце 1940-х годов она поступила на философский факультет Сорбонны в Париже, но потерпела неудачу.
После уроков комедии на курсах, в возрасте 21 года она начала работать в кино, где под псевдонимом Симона Шамбор получала небольшие роли у таких режиссёров, как Пьер Шеналь, Ив Чампи и Андре Юнебель.
В то же время она начала карьеру в театре. Впервые она вышла на сцену во время гастролей в Инсбруке в пьесе Эмиля Мазо.
В 1953 году она взяла псевдоним Жюдит Магр.
Она снималась в кино у таких престижных режиссеров, как Рене Клер, Жюльен Дювивье и Луи Малль.
В театре с 1961 по 1962 год она присоединилась к труппе Рено-Барро, с которой работала уже в 1955 году. В 1963 году она вышла замуж за Клода Ланцмана, с которым развелась в 1971 году.
На протяжении своей карьеры, непрерывно продолжающейся до сих пор, ей удавалось совмещать жизнь киноактрисы с жизнью актрисы театра. В кино она работает, в частности, с Луи Малем, Клодом Лелушем, Фрэнсисом Жиро, а в последнее время с Анной Фонтен или Софи Марсо. В театре она играла у таких известных режиссёров, как Жорж Вильсон, Жак Шарон, Жан-Мишель Риб, Бернар Мюрат, а с недавних пор и Катрин Хигель.
На сегодняшний день она старейшая действующая французская актриса после Бриджит Обер.
22 мая 2023 года Магр была вынуждена отменить спектакль «Немецкая жизнь» в театре Пош-Монпарнас по состоянию здоровья.

## Избранная фильмография
| Год  |   | Русское название         | Оригинальное название                        | Роль             |
| ---- | - | ------------------------ | -------------------------------------------- | ---------------- |
| 1953 | ф | Капитан Туфля            | Capitaine Pantoufle                          | подруга Кармен   |
| 1954 | ф | Папа, мама, служанка и я | Papa Maman La Bonne Et Moi…                  | Жермен           |
| 1955 | ф | Большие манёвры          | Les Grandes Manoeuvres                       | Хью              |
| 1955 | ф | Наполеон: путь к вершине | Napoleon                                     | замечательная    |
| 1957 | ф | Совершенно некстати      | Comme un cheveu sur la soupe                 | журналистка      |
| 1957 | ф | Парижанка                | Une Parisienne                               | Ирма             |
| 1958 | ф | Монпарнас, 19            | Montparnasse 19 (Les Amants de Montparnasse) | дочь жокея       |
| 1958 | ф | Любовники                | Les Amants                                   | Мэгги Тибо-Лерой |
| 1967 | ф | Семь раз женщина         | Sept fois femme                              |                  |
| 2003 | ф | Натали                   | Nathalie…                                    | мать Катрин      |
| 2005 | ф | Плюшевый синдром         | L' Antidote                                  | мать Жак-Ален    |
| 2016 | ф | Она                      | Elle                                         | Ирэн             |
| 2021 | ф | Всё прошло хорошо        | Tout s'est bien passé                        | Симона           |